# Дневники Оды
Дневники Оды (нем. Poll) — художественный фильм немецкого режиссера и продюсера Криса Крауса, который был снят в 2010 году совместно Германией, Австрией и Эстонией. Главные роли исполняют Паула Бер, Эдгар Зельге и Тамбет Туйск.

## Сюжет
В 1914 году четырнадцатилетняя Ода фон Зиринг — приезжает в родовое поместье на побережье Балтийского моря. Отец Оды — учёный, который потерял звание, заинтересованный изучением мозга, а мать умерла, и отец женился на эксцентричной Милли. Кроме родителей и сводного брата Пауля в доме жили офицеры российской армии.
Однажды Ода находит Шнапса — раненого эстонца-бунтовщика. Девочка решает не выдавать его, и помогает ему. Из дома начинают исчезать еда, бритва, ночные горшки. Когда Шнапс просит Оду достать для него пистолет, Пауль ей помогает. И преступление разоблачается, мальчика наказывают, но он всё равно не выдаёт сестру. Выздоровев, анархист решает бежать, и девушка уговаривает его взять её с собой. Шнапс инсценирует пожар. Он выходит с Одой на руках, и его задерживает надзиратель, который убивает мятежника.

## История создания
Сценарий фильма частично основан на мемуарах немецкой писательницы Оды Шефер (1900—1988), двоюродной бабушки режиссёра, в которых она описывает свой визит в раннем детстве в Эстонию.
Для фильма некоторые актёры пытались освоить немецко-балтийское произношение, что, по мнению председателя Немецко-Балтийского общества Франка фон Ауэра, удалось лишь частично.
Для Криса Крауса это больше, чем просто историческое кино, это фильм о его предках, о семье прибалтийских немцев, которые в царское время жили на мызе Полл. После того как долгие поиски подходящей усадьбы не увенчались успехом, было решено построить усадьбу на мызе Полл (ныне — Пыллула в волости Рягавере в Ляэне-Вирумаа) специально для фильма.
Мировая премьера фильма состоялась 16 сентября 2010 года на Международном кинофестивале в Торонто. 3 февраля 2011 года в немецких кинотеатрах стартовал показ. К концу июня 2011 года фильм в Германии посмотрели около 125 000 зрителей. С 21 октября 2011 года он также был доступен на DVD.

## Награды
- Специальный приз жюри, приз за лучшую музыку на 5-м МКФ в Риме (2010)

- Награда «Золотой бобр» за лучший фильм на 32-м КФ в Биберахе, Германия (2010)

- Приз жюри за лучшую режиссуру на 14 КФ «Тёмные ночи» в Таллинне (2010)

- Призы «Bavarian Film Awards 2010» — За лучшую режиссуру, лучшую работу художника, приз лучшей молодой актрисе

- Национальная кинонаграда Германии (2011) («Лола»)[13] — Лучшая роль второго плана, лучшая работа оператора, художника, художника по костюмам

- 15 Европейский КФ в Бухаресте (2011) — Лучший фильм (по результатам зрительского голосования)
- 18-й Минский международный кинофестиваль «Лістапад» — Приз зрительских симпатий[14].